# Dépression de Kamalondo
La dépression de Kamalondo est une cuvette marécageuse de la république démocratique du Congo, composée d'une cinquantaine de lacs, dont 22 de taille relativement importante.  La dépression est située en partie dans le Parc national de l'Upemba et est formée par la Lualaba. Ses lacs principaux sont les lacs Upemba et Kisale.
À une époque antérieure, la dépression était sans doute occupée par un seul grand lac.

## Lacs
Parmi la cinquantaine de lacs de la dépression de Kamalondo, les plus importants sont :
- Kabele
- Kabwe
- Kange
- Kisale
- Kalondo
- Kapondwe
- Kasala
- Kayumba
- Kiubo
- Lukonga
- Lunde
- Mulenda
- Muyumbwe
- Noala
- Sanwa
- Tungwe
- Upemba